# Zellatilla columbia
Zellatilla columbia är en fjärilsart som beskrevs av Dyar. Zellatilla columbia ingår i släktet Zellatilla och familjen björnspinnare. Inga underarter finns listade i Catalogue of Life.